# 明瀬諒介
明瀬 諒介（みょうせ りょうすけ、2005年8月25日 - ）は、大阪府堺市東区出身のプロ野球選手（内野手）。右投右打。北海道日本ハムファイターズ所属。

## 経歴

### プロ入り前
堺市立日置荘西小学校4年生の時にソフトボールを始める。早くからプロ入りを見据え、進路を選ぶ際は「プロに教えてもらいたい」という基準を設けており、堺市立日置荘中学校在学時は元プロ野球選手の小川亨が監督を務める大阪挟山リトルシニアでプレーした。
小川と同じく元プロ野球選手の佐々木誠が監督を務める鹿児島城西高等学校へ進学。佐々木から「広角に長打を放つための秘訣」を授かり、長打力が開花した。1年秋から中軸を打ち、投手も兼任。2年秋は背番号1を背負った。3年夏は鹿児島大会準決勝で鹿屋中央に敗れ、3年間で甲子園大会出場はなかった。試合後に野手一本でのプロ志望を明言し、2023年9月7日にプロ志望届を提出した。10月26日のドラフト会議では、北海道日本ハムファイターズから4位指名を受けた。11月11日には契約金3500万円、年俸530万円で仮契約をした。11月26日に新人選手の入団会見が行われ、背番号が「65」に決まったことが発表された。

## 選手としての特徴
高校通算49本塁打を記録した強打者。遠投110mの強肩も備え、投手としても最速152km/hを記録していた。

## 人物
野球を始めた頃から大の阪神ファンで幼少期はマット・マートンに目を輝かせていた。

## 詳細情報

### 背番号
- 65（2024年 - ）